# 10142 Sakka
10142 Sakka è un asteroide della fascia principale. Scoperto nel 1993, presenta un'orbita caratterizzata da un semiasse maggiore pari a 2,7458039 UA e da un'eccentricità di 0,2546508, inclinata di 11,75328° rispetto all'eclittica.
L'asteroide è dedicato a Kazuyuki Sakka. direttore del Kyoto School of Computer Science.